# Dobříč (Plzeň)
Dobříč é uma comuna checa localizada na região de Plzeň, distrito de Plzeň-sever.